# Giovanni Ameglio
Giovanni Battista Ameglio (Palermo, 29 ottobre 1854 – Roma, 29 dicembre 1921) è stato un generale italiano.

## Biografia
Nato a Palermo da una famiglia aristocratica, Giovanni Ameglio entrò giovanissimo nell'esercito italiano uscendo dall'Accademia Militare nel 1875 col grado di sottotenente di fanteria.
Promosso capitano, partecipò alle campagne africane dal 1887 al 1890 e vi si distinse nell'occupazione di Cheren nel 1889 e in quella di Adua l'anno dopo. Promosso a scelta maggiore nel 1894, ebbe il comando del V Battaglione Eritreo di Fanteria coloniale, che da lui prese il nome di "Battaglione Ameglio", alla testa del quale combatté nelle campagne del 1895, 1896 e 1897 distinguendosi tanto da meritare la croce di cavaliere dei Santi Maurizio e Lazzaro.
Tenente colonnello dal 1898, comandò il distaccamento italiano in Estremo Oriente (Tientsin) dal 1902 al 1905. Si dimise dopo un pubblico alterco col generale Tettoni, incaricato di una ispezione amministrativa sulla gestione della Cirenaica.

### La guerra per la Libia
Maggior generale nel 1910 e con alle spalle una prestigiosa carriera specie come ufficiale coloniale, si distinse nella Guerra italo-turca dove ancora una volta diede prova di particolare acume tattico e strategico, dimostrandosi di nuovo un eccellente e, soprattutto, risoluto comandante coloniale. Fu il collaboratore del Generale Ottavio Briccola coadiuvandolo egregiamente nella conquista e pacificazione di Bengasi e della Cirenaica.

#### L'occupazione di Rodi
Nel corso della stessa guerra guidò l'occupazione dell'isola di Rodi nel maggio 1912. Le consistenti truppe italiane sbarcarono in forze a Calitea il 4 maggio per concludere le operazioni di conquista il 17 quando, con un'imponente azione combinata terrestre e anfibia su tre direttrici convergenti (da Rodi, Calavarda e Malona), il generale Ameglio ebbe ragione dell'ultima resistenza delle deboli forze turche a Psithos. Rivestì quindi la carica di Comandante delle isole occupate dell'Egeo fino al 14 ottobre 1913.

### Governatore della Cirenaica e della Tripolitania
Promosso Tenente generale per merito di guerra nel 1912 fu poi governatore della Cirenaica italiana dall'ottobre 1913 al 5 agosto 1918 e governatore della Tripolitania italiana dal 1915 al 5 agosto 1918. Fu nominato senatore nel 1920 e comandò la Guardia regia dal luglio 1920 all'ottobre 1921. Ritiratosi dopo quest'ultimo atto a vita privata, morì nel dicembre di quello stesso anno.
Massone, fu membro della loggia romana "Propaganda massonica" del Grande Oriente d'Italia, in seguito il 21 marzo 1910 fu tra i fondatori della Serenissima Gran Loggia, dove ricoprì la carica di Gran Porta Stendardo, Sovrano grande ispettore generale, membro effettivo del Supremo Consiglio del 33° e massimo grado per l'Italia e le sue dipendenze e colonie del Rito scozzese antico ed accettato, nel 1918 fu nominato Luogotenente Sovrano Gran Commendatore onorario.

## Onorificenze

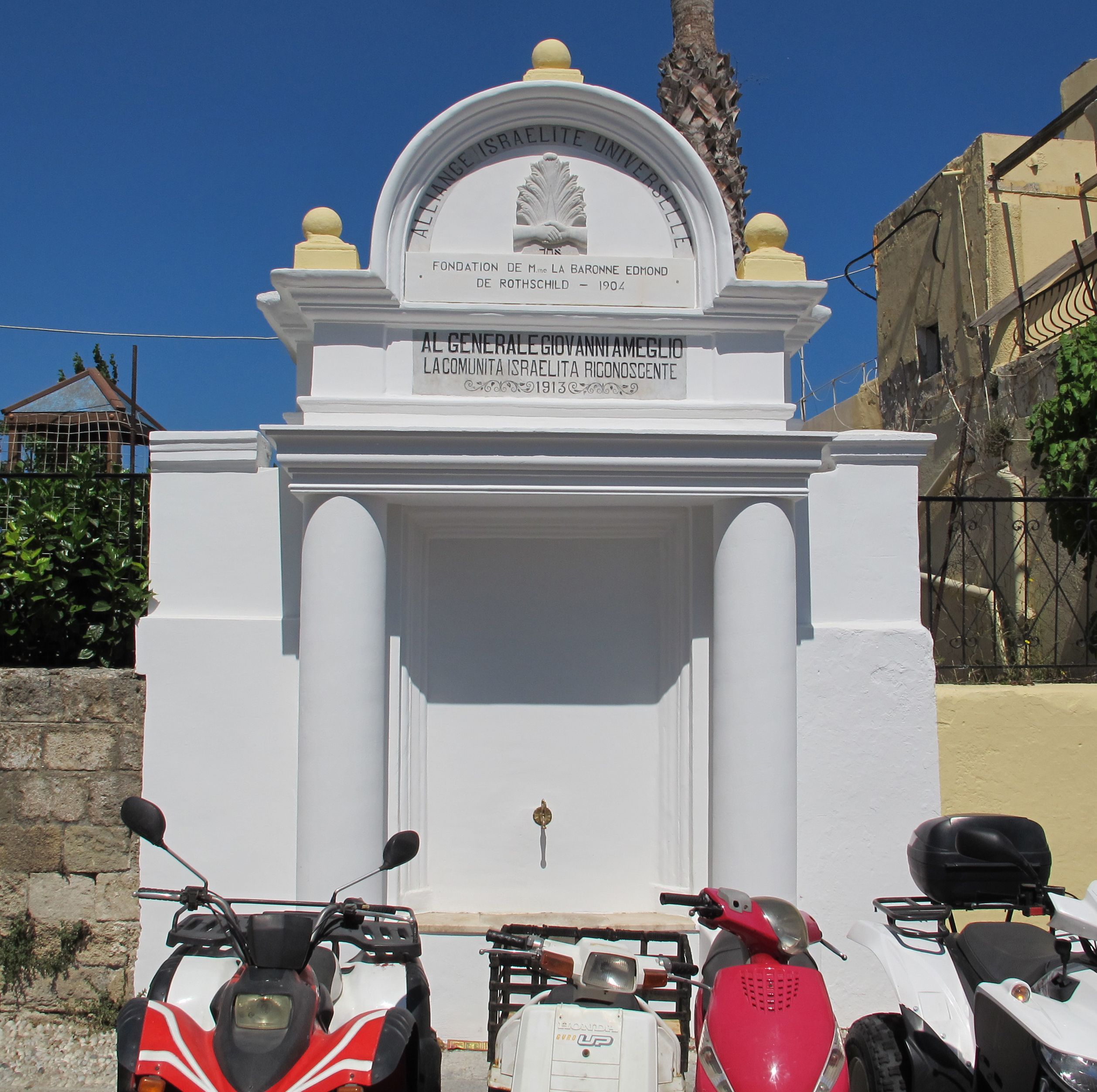
Monumento del 1913 al generale Giovanni Ameglio, città medievale di Rodi

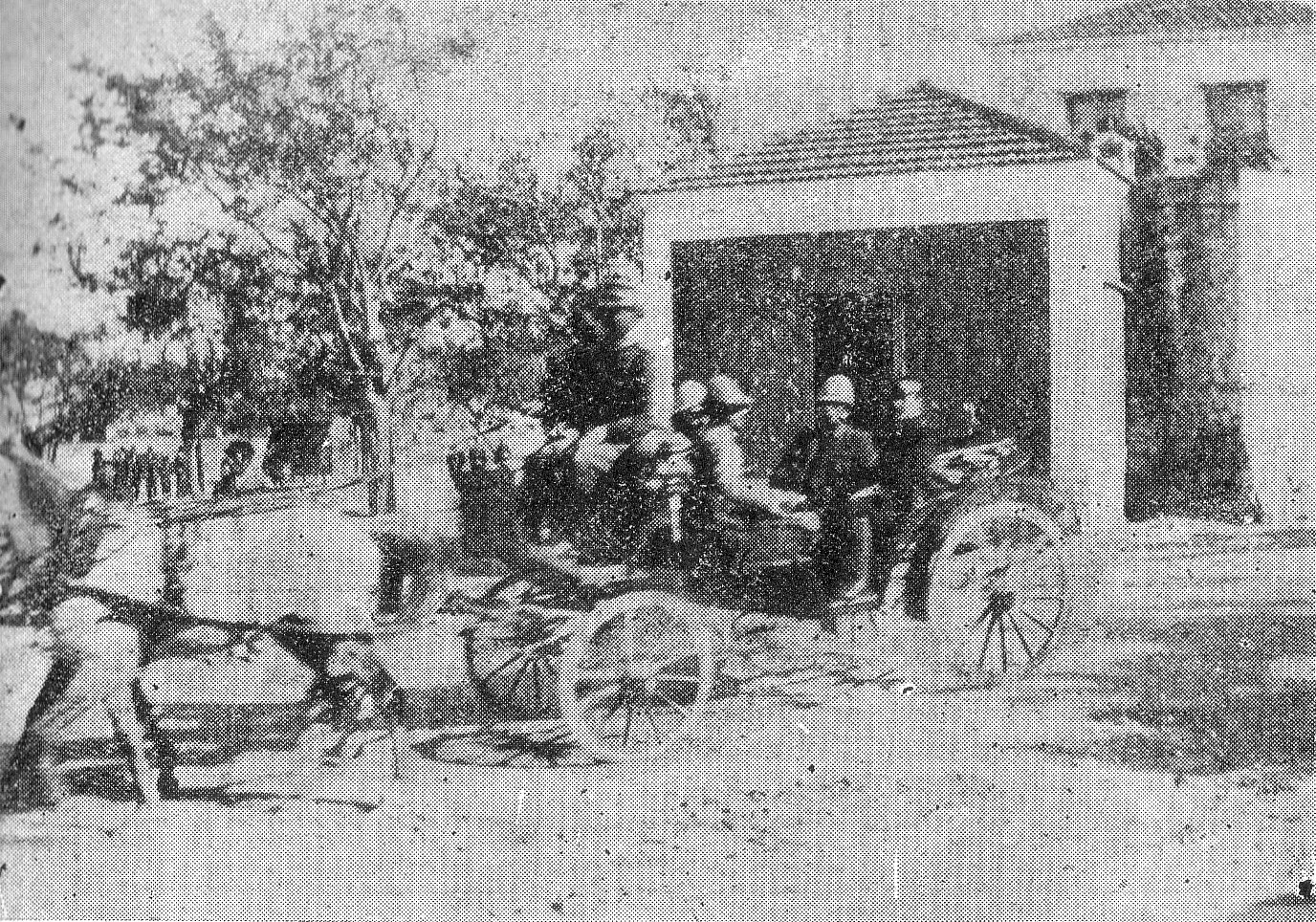
Il generale a Rodi